# Friedrich Wilhelm Franz Nippold
Friedrich Wilhelm Franz Nippold, född 15 september 1838 i Emmerich am Rhein, död 3 augusti 1918 i Oberursel, var en tysk evangelisk kyrkohistoriker.
Nippold, som var lärjunge till Richard Rothe, blev 1871 professor i Bern och var 1884-1907 professor i Jena. Han var representant för liberal teologi och en av stiftarna av Evangeliska förbundet. Hans mest kända skrift är Handbuch der neuesten Kirchengeschichte (1867; tredje upplagan i fem band 1880-1906), vilken är detaljrik, men diffus och med långdragna reflektioner. Han utgav även ett stort antal andra skrifter, bland annat en stor biografi av Rothe (andra upplagan 1877), och deltog livligt i striden mot den jesuitiska katolicismen i Tyskland (Die Wege nach Rom und die Los-von-Rom-Bewegungen, 1909).

## Fotnoter
1. 1 2  Biografisch Portaal, Biografisch Portaal-nummer: 67385693, läst: 9 oktober 2017.[källa från Wikidata]
2. ↑  Brockhaus Enzyklopädie, Brockhaus Enzyklopädie-ID: nippold-friedrich, läst: 9 oktober 2017.[källa från Wikidata]
3. ↑  Library of Congress Authorities, USA:s kongressbibliotek, läst: 24 augusti 2019.[källa från Wikidata]